# Três Passos (gemeente)
Três Passos is een gemeente in de Braziliaanse deelstaat Rio Grande do Sul. De gemeente telt 24.000 inwoners (schatting 2009).

## Aangrenzende gemeenten
De gemeente grenst aan Bom Progresso, Crissiumal, Derrubadas, Esperança do Sul, Humaitá, Miraguaí, Tenente Portela en Tiradentes do Sul.

## Verkeer en vervoer
De plaats ligt aan de wegen BR-468, BR-472 en RS-305.